# Huáscar
Huáscar (en quechua, originalmente: Waskhar; hoy: Waskar), nacido como Túpac Cusi Hualpa, (Huascarpata, 1491–Mollebamba, junio de 1533) fue el último emperador incaico oficialmente coronado sin injerencia española alguna, y el último que gobernó un Tahuantinsuyo unificado e independiente. Era uno de los diez hijos de sangre de Huayna Cápac Inca y uno de los que tenían derecho potencial al trono. Las versiones oficiales dicen que Huayna Cápac y quien fue nombrado su sucesor, Ninan Cuyuchi, fallecieron en 1527 de viruela, [cita requerida] cuya epidemia empezaba a brotar por el norte del Imperio incaico tras la llegada de los europeos a América del Sur. Ante este hecho, escoger al nuevo Inca fue difícil y finalmente se eligió a Huáscar, pues este había sido nombrado como inkap rantin (vicegobernador) del Cuzco, la capital inca, por su padre.
Huáscar apenas emprendió campañas militares y no conquistó grandes territorios, a diferencia de sus predecesores. Durante su corto y turbulento gobierno, impopular por sus iniciativas reformistas y dificultad para mantener firmemente el orden interno, existieron rumores acerca de intentos de golpes de estado que involucraron a distintos nobles incluyendo varios de sus hermanos, entre ellos su medio hermano Atahualpa, quien terminó por rebelarse, apresarlo en 1532 y ejecutarlo al año siguiente temiendo que se aliase con los recién llegados conquistadores españoles, rescatando al gobierno incaico y extendiendo la guerra. Esto finalmente ocurrió en los sucesivos mandatos de Túpac Hualpa y Manco Inca.

## Origen
Probablemente nació en el poblado de Huascarpata, con el nombre de Tupa Cusi Hualpa (que luego cambiaría al tomar el poder). Fue el hijo de Huayna Cápac con Rahua Ocllo, una de las hermanas del sapa inca y ñusta con quien, según el cronista Juan de Santa Cruz Pachacuti, hicieron casar luego de que éste falleció para legitimar la designación de Huáscar como Inca por los orejones (nobles de sangre o panaca real) del Cuzco; a pesar de no ser escogido por su propio padre quien falleció junto a su legítimo sucesor, Ninan Cuyuchi. En la decisión tomada por los orejones estuvo influenciada la experiencia que tenía Huáscar en gobernar una importantísima ciudad como era el Cuzco, ya que el cargo lo obtuvo luego de que su padre se dirigiera a conquistar Quito con su, en ese entonces, joven medio hermano Atahualpa.
La descripción física de Huáscar no es tomada con mucha estima por el cronista Guamán Poma de Ayala, quien lo describe con un «rostro morenete y largo, sancudo y feo y de malas entrañas».

## Gobierno
Durante el comienzo de su gobierno, todos lo reconocían como Sapa Inca, nombrando a su hermano Atahualpa inkap rantin (vicegobernador) de Quito y su zona de influencia. Esta solicitud fue aceptada por Huáscar.
A pocos meses de asumir el gobierno, Huáscar descubrió una vasta conspiración, donde estaban implicados varios de sus hermanos que querían encumbrar como heredero a Cusi Atauchi, muy estimado y admirado en el Cuzco. La furia del Inca fue implacable, mandó ejecutar a todos los conjurados entre los que se encontraban orejones de importantes panacas, principalmente de la saya Hanan Cuzco. Para sentirse seguro, Huáscar se alejó de la nobleza cuzqueña y se rodeó de nobles leales a la sucesión hereditaria como su hermano Tito Atauchi quien lo asistió de consejero en las campañas de: Pomacochas, Honda, Comacocha y Chupat, en la lejana región de los chachapoyas.
Asimismo, Huáscar intentó realizar una serie de reformas con tal de fortalecer la autoridad del sapa inca, como por ejemplo el anuncio del enterramiento de las mallquis o momias de los incas que le antecedieron, en conjunto con la confiscación de las propiedades de las panacas, como una forma de reducir su excesivo poder. Esto, sin embargo, causó un mayor descontento hacia su persona, causando que se elevaran las voces de protesta y rumores acerca una rebelión contra él.
Ante estos hechos Huáscar empezó a desconfiar de todos y algunas crónicas españolas, por otra parte poco objetivas, mencionan que en ocasiones mató a sospechosos sin tener pruebas contundentes.[cita requerida]

## Guerra civil incaica

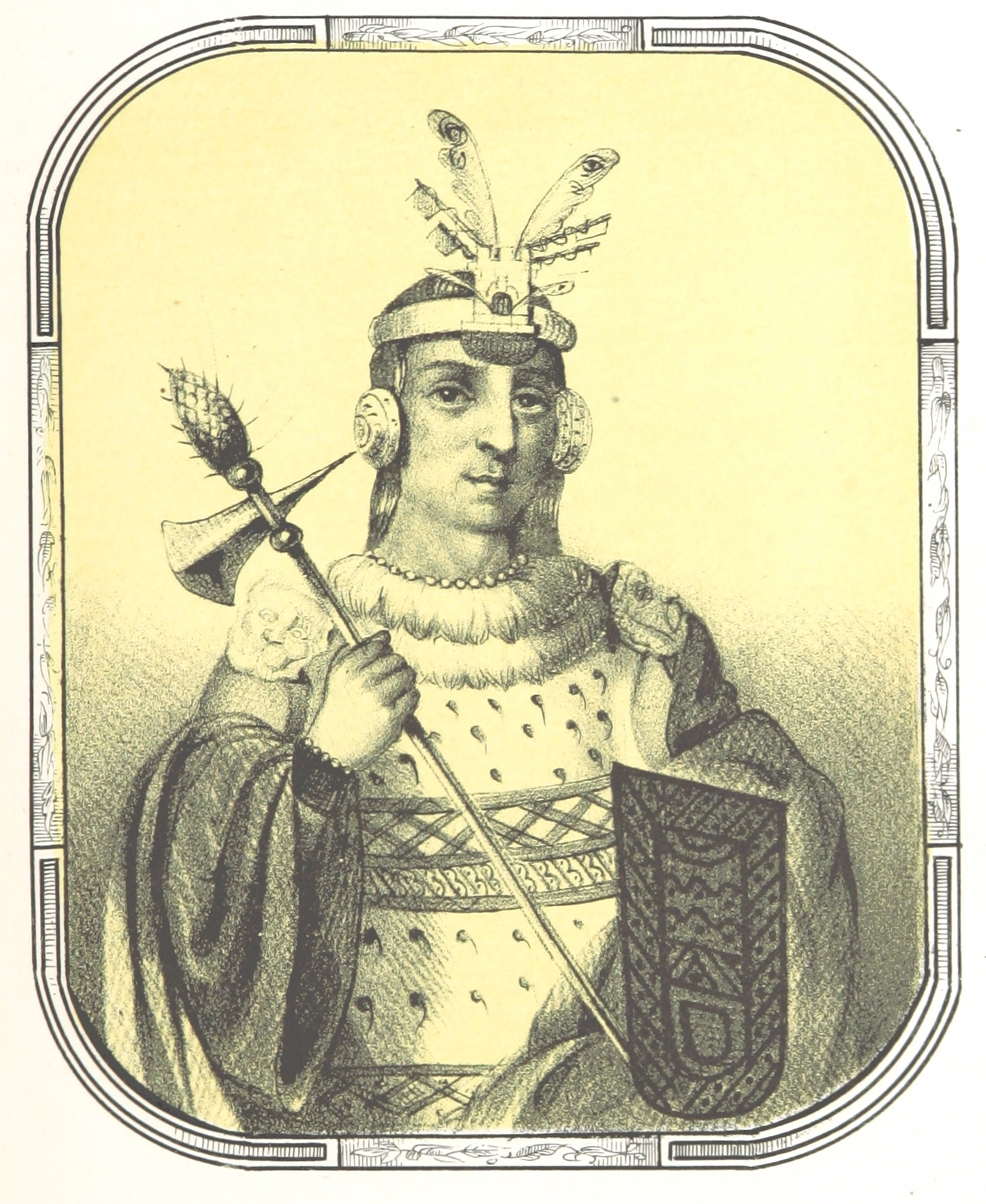
Huáscar Inca en Recuerdos de la Monarquía Peruana o bosquejo de la historia de los incas, de Justo Sahuaraura Inca (1850).

Huáscar veía en Atahualpa la mayor amenaza a su poder, ya que este había pasado una década combatiendo en las campañas de su padre y tenía el apoyo de los generales y gente de Quito. No se opuso a que permaneciera como gobernador de Quito, por respeto a los deseos de su difunto padre, pero con dos condiciones: que no hiciera campañas militares para expandir sus territorios y que se reconociera vasallo suyo y le pagara tributos y Atahualpa las aceptó.
Lo cierto es que el territorio bajo el dominio de Atahualpa era un área muy rica y poblada, teniendo este la posibilidad de realizar campañas de conquista a los ricos pueblos al norte de este, algo a lo que, por cierto, ya no podía aspirar Huáscar, pues su frontera norte quedaba prácticamente cerrada por los dominios de su hermano. Huáscar comprendió que Atahualpa podía fácilmente fortalecerse hasta llegar a tener la capacidad de enfrentársele para someterlo. Atahualpa contaba además con las mejores tropas del imperio y los generales más experimentados de las campañas de su padre.
Una tensa paz duró no más de cinco años, sin que ninguno de los dos realizara alguna campaña militar y dedicándose a disfrutar de las riquezas que heredaron. Huáscar aprovechó ese tiempo para conseguir el apoyo de los cañaris, una poderosa etnia que dominaba extensos territorios del norte del imperio y mantenían rencores hacia Atahualpa, pues este los había combatido durante las campañas de su padre.
Para eliminar a los hermanos rivales, Huáscar los convocó al Cuzco para la gran ceremonia de recepción de la mallqui o momia de su padre Huayna Cápac que llegaba desde Quito. Atahualpa, por consejo de nobles y generales de Quito no viajó al Cuzco, solo envió una delegación con el argumento que estaba en campaña contra ciertas tribus rebeldes del extremo norte. Huáscar humilló y dio muerte a la embajada de Atahualpa ordenando su inmediata presencia en el Cuzco.
Precisamente fueron sus parientes y partidarios quienes le aconsejaron no viajar al Cuzco y más bien prepararse para la guerra y la toma del poder. Una vez declarada la guerra, Huáscar envío un ejército comandado por su hermano, el general Átoc, quien avanzó rápidamente al norte y ganó la batalla de Chillopampa, pero fue derrotado, capturado y decapitado en Mullihambato. Su cráneo fue revestido de oro y utilizado como vaso trofeo por Atahualpa. El Sapa Inca envió un nuevo ejército encabezado por Huanca Aunqui quien fue derrotado en Tomebamba y Mullituro.
Atahualpa aprovechó una tregua (en época de cosecha se supone que ninguna etnia andina debe realizar campañas bélicas) y tomó algunas ciudades norteñas. Además contaba con decenas de miles de soldados veteranos de las campañas del norte y con experimentados generales que le permitieron avanzar hasta Huamachuco. Desde allí envió a Quizquiz y Chalcuchímac para la campaña final en el centro y sur con el objetivo de destruir a los huascaristas y tomar el Cuzco.
Ante la grave emergencia el mismo Huáscar dirigió sus tropas y logró victorias como las de Tahuaray y Huanacopampa, sin embargo perdió la decisiva batalla de Quipaipán, más aún fue tumbado de su litera y tomado prisionero por el bravo general Quizquiz.
Los atahualpistas ingresaron al Cuzco y dieron horrible muerte a los partidarios y familiares de Huáscar, principalmente a los miembros de la panaca Cápac Aillu (descendientes del inca Túpac Yupanqui) a la que pertenecía el Inca derrotado.

## Prisión y muerte

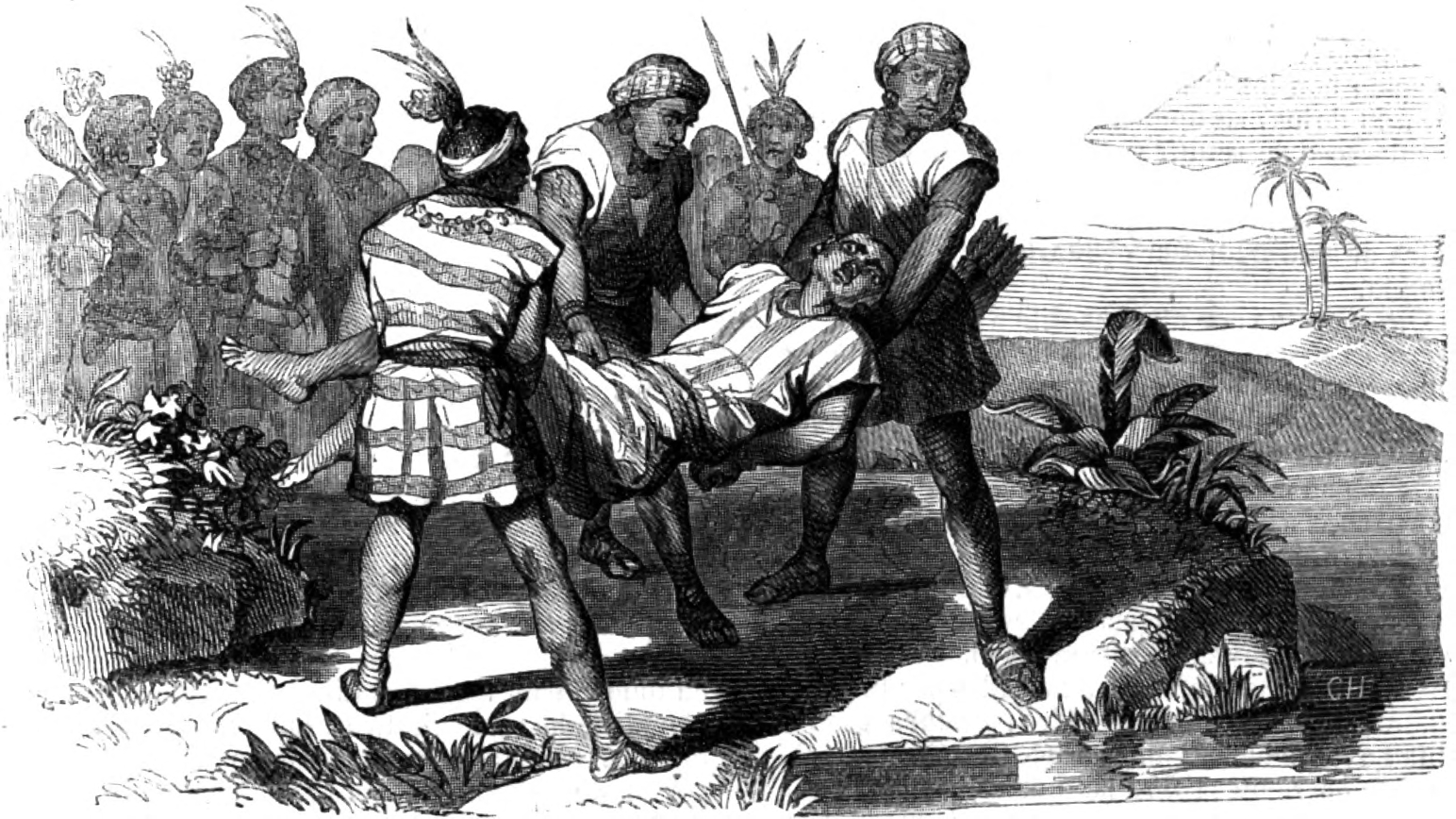
Grabado que representa la muerte de Huáscar, arrojado a un río desde un precipicio por orden de Atahualpa.

Una vez derrotado el ejército cuzqueño, Huáscar fue conducido descalzo, semidesnudo y atado del cuello hasta donde se encontraba Atahualpa (quien también se encontraba prisionero por los conquistadores españoles). Sin embargo, antes de que se encontraran, Atahualpa, temiendo que Pizarro liberara a Huáscar y le devolviera el poder, ordenó su ejecución en el poblado de Andamarca, en la sierra de la actual región de La Libertad. Según las crónicas de la conquista, el cuerpo de Huáscar fue arrojado al río de Andamarca.

“En la forma más indigna que puede imaginarse, Huáscar fue extraído para llevárselo a la presencia de Atahualpa, no en andas como estilaban los soberanos incas, sino a pie, caminando cual un insignificante plebeyo, con las manos amarradas a la espalda, jalándolo por medio de cuerdas atadas al cuello. Pero no pudo comparecer frente a su hermano “victorioso”, porque éste ordenó victimarlo en el paraje de Andamarca, al suroeste de Huamachuco, en la hoy provincia de Santiago de Chuco. Cosa que fue cumplida por sus secuaces, tirando sus restos mortales al río Yanamayo. Así evitó que se aliara con los españoles”.
Waldemar Espinoza Soriano#GGC11C